# 夏尔·古诺
夏尔-弗朗索瓦·古诺（法語：Charles-François Gounod，發音：[ʃaʁl fʁɑ̃swa ɡuno]；1818年6月17日—1893年10月17日），法国作曲家，代表作是歌剧《浮士德》。
古诺出生于巴黎，母亲是一位钢琴师，父亲是一位画家。很早就显露出音乐天赋。1836年进入巴黎音樂院，师从弗罗芒塔尔·阿莱维。1839年以清唱剧“费迪南德”获得羅馬大獎第1名。随后他获得公费到意大利深造的机会，研究帕莱斯特里纳等人的宗教音乐。1842年回国路上他接触到德奥众多名家和作品，包括孟德爾頌，深受影响。在巴黎，他先后担任多个乐团和合唱团的管风琴师和指挥。
1851年古诺创作了第一部歌剧《萨福》，但是反响平平。1852年的第2部歌劇《殘酷的修女》，也遭到失敗。1859年根据歌德作品改编而成的歌剧《浮士德》取得极大成功，因为曲調通俗，色彩豐富，抒情柔美，开创了一代新风，奠定了他世界性的地位。此外，他的著名歌剧作品还有根据莎士比亚作品改编的《羅密歐與朱麗葉》（1867年）。
古诺是虔诚的教徒，因此创作了大量宗教题材作品，他华丽而质朴的风格在宗教音乐中也独树一帜。主要代表作包括脍炙人口的《圣母颂》（在巴赫作品基础上增写的旋律）、《聖塞西勒慶典彌撒曲》、《木偶葬礼进行曲》和梵蒂冈的国歌《教皇进行曲》等。